# Lysapsus
A Lysapsus a kétéltűek (Amphibia) osztályába a békák (Anura) rendjébe és a levelibéka-félék (Hylidae) családjába tartozó nem.

## Rendszerezés
A családba az alábbi fajok tartoznak.
- Lysapsus bolivianus Gallardo, 1961
- Lysapsus caraya Gallardo, 1964
- Lysapsus laevis (Parker, 1935)
- Lysapsus limellum Cope, 1862